# Christopher Hope
Christopher David Tully Hope (né le 26 février 1944 à Johannesburg au Transvaal en Afrique du Sud) est un écrivain, un satiriste et un journaliste sud-africain connu pour ses positions anti-apartheid et son ironie mordante et dévastatrice. 

## Biographie
Il passe son enfance et son adolescence à Pretoria. Diplômé des universités du Witwatersrand et du Natal, il commence une carrière d'enseignant en anglais à la fin des années 60. 
En 1974, opposé à la politique d'apartheid pratiqué dans son pays et à la suite de la censure de ses poèmes, il s'exile pendant 15 ans, s'installe à Londres en 1978 comme journaliste et voyage en Europe et en Asie dans le cadre de son activité professionnelle. Plus tard, il s'installe en France entre Toulouse et Carcassonne. Tout au long de sa carrière, il continue son activité de journaliste et de commentateur consacré à l'actualité de son pays.
Son premier roman A Separate Development consacré à l'apartheid est interdit de publication dans son pays en 1981. 
Après 1994 et l'avènement du gouvernement multiracial en Afrique du Sud, il maintient un regard aiguisé sur l'actualité de son pays et publie de nombreux articles dans le quotidien progressiste sud-africain Mail & Guardian. Chaque année, il passe ainsi 3 ou 4 mois sur sa terre natale et décrit ses rencontres, des townships de Soweto à l'enclave afrikaner d'Orania, qu'il compare et assimile notamment, dans l'un de ses articles pour le Mail and Guardian, aux différents quartiers résidentiels calfeutrés des villes sud-africaines .